# 1541
Il 1541 (MDXLI in numeri romani) è un anno  del XVI secolo.

## Eventi
- 12 febbraio – Pedro de Valdivia fonda Santiago del Cile.
- Aprile –   Fine e fallimento dei colloqui cattolico-luterani di Ratisbona, cui seguiranno quelli meno importanti del 1546.
- 23 maggio – Jacques Cartier parte da Saint-Malo per il suo terzo viaggio.
- 21 agosto – Assedio di Budapest: Dopo più di tre mesi di resistenza, Budapest cade sotto l'Impero ottomano, che raggiunge dunque il suo apogeo senza conquistare Vienna (minacciata nel 1529 e nel 1531).
- Ottobre – Spedizione, poi fallita, di Carlo V contro i corsari barbareschi di Algeri.
- Ginevra entra a far parte della Svizzera.
- Vengono pubblicate le Lucubrationes vel potius absolutissima kyklopaideia di Joachimus Fortius Ringelbergius, seconda opera in cui compare nel titolo la parola enciclopedia.
- Viene pubblicata a Uppsala la cosiddetta Bibbia di Gustav Vasa, prima traduzione integrale in svedese della Bibbia, per opera di Laurentius Andreae, dei fratelli Laurentius e Olaus Petri e altri traduttori su incarico del re Gustavo I di Svezia, rimasta la più comune fino al 1917.
- In seguito all’esondazione dell’Isarco, avvenuta nello stesso anno, il borgomastro di Bolzano Leonhard Hiertmair (o Hörtmair) esegue uno schizzo acquarellato,  destinato al governo del Tirolo con lo scopo di documentare i danni agli argini fluviali e chiedere conseguentemente lo stato di calamità, che è la prima veduta autoptica di Bolzano.

### America
- 8 maggio – Mentre sta attraversando quello che oggi prende il nome di Alabama, la spedizione militare spagnola capitanata da Hernando de Soto è la prima esplorazione europea a raggiungere il fiume Mississippi.
- 26 maggio – I soldati spagnoli di Francisco Vásquez de Coronado lasciano il New Mexico e si avventurano verso nord arrivando fino al Kansas. Non trovando oro, la spedizione decide di tornare indietro.
- Agosto – Jacques Cartier parte per la terza ed ultima esplorazione del Canada, dove sottomette quello che veniva leggendariamente chiamato Regno di Saguenay. Poi ritorna in Francia con casse piene d'oro e quarzo, che l'esploratore francese crede essere diamanti.

## Nati

### Gennaio
- 1º gennaio - Paolo Giordano I Orsini, militare e nobile italiano († 1585)

### Febbraio
- 21 febbraio - Filippo V di Hanau-Lichtenberg, tedesco († 1599)

### Marzo
- 25 marzo - Francesco I de' Medici, sovrano italiano († 1587)

### Aprile
- 8 aprile - Michele Mercati, medico e botanico italiano († 1593)
- 22 aprile - Filippo II d'Assia-Rheinfels, nobile tedesco († 1583)
- 28 aprile - Mustafa Âlî, storico ottomano († 1600)

### Giugno
- 21 giugno - Paolo Regio, letterato e vescovo cattolico italiano († 1607)

### Luglio
- 4 luglio - Abe Masakatsu, militare giapponese († 1600)
- 10 luglio - Orazio Tigrini, musicista e teorico musicale italiano († 1591)
- 20 luglio - Pierre de Larivey, scrittore, drammaturgo e traduttore francese († 1619)

### Agosto
- 12 agosto - Hipacy Pociej, arcivescovo cattolico, teologo e scrittore polacco († 1613)

### Settembre
- 5 settembre - Roberto de' Nobili, cardinale italiano († 1559)
- 8 settembre - Luigi Groto, letterato e drammaturgo italiano († 1585)
- 16 settembre - Walter Devereux, I conte di Essex, nobile e generale inglese († 1576)
- 28 settembre - Filippo Guastavillani, cardinale italiano († 1587)

### Ottobre
- 1º ottobre - El Greco, pittore, scultore e architetto greco († 1614)
- 6 ottobre - Paolo Spada, mercante italiano († 1631)
- 19 ottobre - Lucrezia Quistelli, pittrice italiana († 1594)
- 21 ottobre - Domenico Pinelli, cardinale e vescovo cattolico italiano († 1611)

### Novembre
- 1º novembre - Hernando de Lerma, politico, avvocato e esploratore spagnolo
- 25 novembre - Michele Bonelli, cardinale italiano († 1598)
- 26 novembre - Ludovico Bartolaia, tenore e compositore italiano († 1641)
- 30 novembre - Zenobia del Carretto Doria, principessa († 1590)

### Dicembre
- 12 dicembre - Johann Bauhin, botanico e medico svizzero († 1613)
- 13 dicembre - Flaminio Filonardi, vescovo cattolico e storico italiano († 1608)

### Senza giorno specificato
- Leonardo Abela, vescovo cattolico maltese († 1605)
- Anayama Nobukimi, generale giapponese († 1582)
- Ayşe Hümaşah Sultan, principessa ottomana († 1598)
- Giovanni Maria Bernardoni, gesuita e architetto italiano († 1605)
- Metello Bichi, cardinale e arcivescovo cattolico italiano († 1619)
- Georg Braun, cartografo tedesco († 1622)
- Domenico Giovanni Candela, teologo e gesuita italiano († 1606)
- Giovanni Battista Castrucci, cardinale e arcivescovo cattolico italiano († 1595)
- Pierre Charron, filosofo e teologo francese († 1603)
- Chen Di, scrittore, filologo e viaggiatore cinese († 1617)
- Mary FitzAlan, nobile britannica († 1557)
- Giambattista Fontana, pittore e incisore italiano († 1587)
- Giovanni Antonio Fuccioli, presbitero italiano († 1623)
- Girolamo Pico Fonticulano, architetto, matematico e urbanista italiano († 1596)
- Alfonso Gonzaga, condottiero italiano († 1592)
- Henry Grey, VI conte di Kent, nobile inglese († 1615)
- Guðbrandur Þorláksson, cartografo, vescovo luterano e matematico islandese († 1627)
- Hatano Hideharu, militare giapponese († 1579)
- Hattori Hanzō, condottiero e militare giapponese († 1596)
- Hōjō Ujikuni, militare giapponese († 1597)
- Leunclavius, storico, orientalista e umanista tedesco († 1594)
- Orazio Luzi, letterato e religioso italiano († 1569)
- Francesco Manin, vescovo cattolico e conte italiano († 1619)
- Fiorenzo Maschera, compositore e organista italiano († 1584)
- Joachim Moller, musicista tedesco († 1610)
- Aert Mytens, pittore fiammingo († 1602)
- Ercole Negro di Sanfront, architetto e generale italiano († 1622)
- Fernando Niño de Guevara, cardinale spagnolo († 1609)
- Gian Lorenzo Pappacoda, nobile e politico italiano († 1576)
- Sertorio Quattromani, scrittore, filosofo e filologo italiano († 1603)
- Andrea Relencini, matematico e artigiano italiano († 1591)
- Antonio Riccoboni, umanista e storico italiano († 1599)
- Antonio Maria Sauli, cardinale e arcivescovo cattolico italiano († 1623)
- Gabriele Severo, vescovo ortodosso e teologo greco († 1616)
- Jane Seymour, nobile e scrittrice inglese († 1561)
- Domenico Tibaldi, architetto, pittore e incisore italiano († 1583)
- Melchior Wildrich, politico e condottiero svizzero († 1624)
- Jakob Wujek, gesuita polacco († 1597)
- Yamayoshi Toyomori, militare giapponese († 1577)
- Matthæus Yrsselius, religioso belga († 1629)
- Carlo d'Avalos, militare e politico italiano († 1612)
- Edoardo del Portogallo, V duca di Guimarães, principe e politico portoghese († 1576)
- Filippo di Piero Strozzi, nobile, generale e condottiero italiano († 1582)
- Enrichetta di Savoia-Villars, nobildonna italiana († 1611)

## Morti

### Gennaio
- 5 gennaio - Filippo del Palatinato, vescovo cattolico tedesco (n. 1480)
- 14 gennaio - Lupus Hellinck, compositore fiammingo (n. 1493)
- 17 gennaio - Giovanni Spataro, teorico musicale e compositore italiano (n. 1458)

### Marzo
- 13 marzo - François Guillaume de Castelnau-Clermont-Ludève, cardinale e arcivescovo cattolico francese (n. 1480)

### Aprile
- 8 aprile - Fernando de Rojas, scrittore spagnolo (n. 1465)
- 12 aprile - Georges de Selve, vescovo cattolico francese (n. 1508)
- 20 aprile - Giacomo Stuart, principe scozzese (n. 1540)
- 24 aprile - Celio Calcagnini, umanista, diplomatico e astronomo italiano (n. 1479)
- 29 aprile - Johann Gramann, teologo tedesco (n. 1487)

### Maggio
- 21 maggio - Chiara Fancelli,  italiana
- 21 maggio - Johann Fabri, vescovo cattolico tedesco (n. 1478)
- 23 maggio - Urbanus Rhegius, scrittore tedesco (n. 1489)
- 27 maggio - Margaret Pole (n. 1473)

### Giugno
- 26 giugno - Martín de Alcantara, esploratore spagnolo
- 26 giugno - Francisco Pizarro, condottiero spagnolo

### Luglio
- 3 luglio - Cesare Fregoso, condottiero, letterato e diplomatico italiano
- 3 luglio - Antonio Rincon, diplomatico spagnolo
- 4 luglio - Pedro de Alvarado, condottiero spagnolo
- 6 luglio - Girolamo Ghinucci, cardinale e vescovo cattolico italiano (n. 1480)
- 22 luglio - Gregorio Amaseo, umanista italiano (n. 1464)
- 22 luglio - Federigo Fregoso, cardinale, arcivescovo cattolico e generale italiano
- 28 luglio - Leonard Grey, I visconte Grane, nobile e politico inglese (n. 1478)

### Agosto
- 10 agosto - Hōjō Ujitsuna, militare giapponese (n. 1487)
- 18 agosto - Enrico IV di Sassonia, nobile tedesco (n. 1473)
- 19 agosto - Vincenzo Cappello, militare italiano (n. 1469)
- 22 agosto - Mạc Thái Tổ, imperatore vietnamita (n. 1483)
- 25 agosto - Wilhelm von Roggendorf, militare austriaco (n. 1481)
- 28 agosto - Gianvincenzo Carafa, cardinale e arcivescovo cattolico italiano (n. 1477)
- 29 agosto - Jean Codure, gesuita francese (n. 1508)

### Settembre
- 2 settembre - Gül Baba, poeta ottomano
- 24 settembre - Paracelso, medico, alchimista e astrologo svizzero (n. 1493)
- 29 settembre - Tommaso Diplovatazio, giurista bizantino (n. 1468)

### Ottobre
- 13 ottobre - Pedro Gómez Sarmiento de Villandrando, cardinale e arcivescovo cattolico spagnolo (n. 1478)
- 16 ottobre - Giovanni Battista de Tassis, nobile (n. 1470)
- 18 ottobre - Margherita Tudor, principessa britannica (n. 1489)

### Novembre
- 11 novembre - Vicente de Valverde, vescovo cattolico spagnolo (n. 1498)
- 30 novembre - Amago Tsunehisa, militare giapponese (n. 1458)

### Dicembre
- 10 dicembre - Thomas Culpeper,  inglese
- 10 dicembre - Francis Dereham,  inglese
- 15 dicembre - Giovanna van der Gheynst (n. 1500)
- 24 dicembre - Andrea Carlostadio, teologo tedesco

### Senza giorno specificato
- David Reubeni, attivista arabo (n. 1490)
- Francesco da Montereale, pittore italiano
- Gazi-Husrev Beg, militare e funzionario ottomano (n. 1484)
- Hernando de Alarcón, esploratore spagnolo (n. 1500)
- Amago Hisayuki, militare giapponese
- Francesco Arcano, ingegnere e architetto italiano
- Paolo Borgasio, vescovo cattolico e giurista italiano (n. 1466)
- Alberto Bruno da Asti, giurista, avvocato e politico italiano (n. 1467)
- Volfango Capitone, teologo tedesco (n. 1478)
- Jean Clouet, pittore fiammingo (n. 1480)
- Melchor Díaz, esploratore spagnolo
- Giovanni Guidiccioni, poeta e vescovo cattolico italiano (n. 1500)
- Severo Ierace, pittore italiano
- Lorenzo Lotti, scultore, orafo e architetto italiano (n. 1490)
- Stanisław Samostrzelnik, pittore e monaco cristiano polacco
- Simone I Sanclemente, nobile e politico italiano
- Juan de Valdés, teologo e scrittore spagnolo (n. 1505)
- Anton Woensam von Worms, pittore e incisore tedesco
- Margaret Wotton (n. 1487)
- Costanza d'Avalos, nobile spagnola (n. 1460)
- Francesco II de La Trémoille, nobiluomo francese (n. 1505)

## Calendario
| Calendario 1541 | Calendario 1541 | Calendario 1541 | Calendario 1541 | Calendario 1541 | Calendario 1541 | Calendario 1541 | Calendario 1541 | Calendario 1541 | Calendario 1541 | Calendario 1541 | Calendario 1541 | Calendario 1541 | Calendario 1541 | Calendario 1541 | Calendario 1541 | Calendario 1541 | Calendario 1541 | Calendario 1541 | Calendario 1541 | Calendario 1541 | Calendario 1541 | Calendario 1541 | Calendario 1541 | Calendario 1541 | Calendario 1541 | Calendario 1541 | Calendario 1541 | Calendario 1541 | Calendario 1541 | Calendario 1541 | Calendario 1541 | Calendario 1541 |
| --------------- | --------------- | --------------- | --------------- | --------------- | --------------- | --------------- | --------------- | --------------- | --------------- | --------------- | --------------- | --------------- | --------------- | --------------- | --------------- | --------------- | --------------- | --------------- | --------------- | --------------- | --------------- | --------------- | --------------- | --------------- | --------------- | --------------- | --------------- | --------------- | --------------- | --------------- | --------------- | --------------- |
|                 | 1               | 2               | 3               | 4               | 5               | 6               | 7               | 8               | 9               | 10              | 11              | 12              | 13              | 14              | 15              | 16              | 17              | 18              | 19              | 20              | 21              | 22              | 23              | 24              | 25              | 26              | 27              | 28              | 29              | 30              | 31              |                 |
| Gennaio         | Sa              | Do              | Lu              | Ma              | Me              | Gi              | Ve              | Sa              | Do              | Lu              | Ma              | Me              | Gi              | Ve              | Sa              | Do              | Lu              | Ma              | Me              | Gi              | Ve              | Sa              | Do              | Lu              | Ma              | Me              | Gi              | Ve              | Sa              | Do              | Lu              |                 |
| Febbraio        | Ma              | Me              | Gi              | Ve              | Sa              | Do              | Lu              | Ma              | Me              | Gi              | Ve              | Sa              | Do              | Lu              | Ma              | Me              | Gi              | Ve              | Sa              | Do              | Lu              | Ma              | Me              | Gi              | Ve              | Sa              | Do              | Lu              |                 |                 |                 |                 |
| Marzo           | Ma              | Me              | Gi              | Ve              | Sa              | Do              | Lu              | Ma              | Me              | Gi              | Ve              | Sa              | Do              | Lu              | Ma              | Me              | Gi              | Ve              | Sa              | Do              | Lu              | Ma              | Me              | Gi              | Ve              | Sa              | Do              | Lu              | Ma              | Me              | Gi              |                 |
| Aprile          | Ve              | Sa              | Do              | Lu              | Ma              | Me              | Gi              | Ve              | Sa              | Do              | Lu              | Ma              | Me              | Gi              | Ve              | Sa              | Do              | Lu              | Ma              | Me              | Gi              | Ve              | Sa              | Do              | Lu              | Ma              | Me              | Gi              | Ve              | Sa              |                 |                 |
| Maggio          | Do              | Lu              | Ma              | Me              | Gi              | Ve              | Sa              | Do              | Lu              | Ma              | Me              | Gi              | Ve              | Sa              | Do              | Lu              | Ma              | Me              | Gi              | Ve              | Sa              | Do              | Lu              | Ma              | Me              | Gi              | Ve              | Sa              | Do              | Lu              | Ma              |                 |
| Giugno          | Me              | Gi              | Ve              | Sa              | Do              | Lu              | Ma              | Me              | Gi              | Ve              | Sa              | Do              | Lu              | Ma              | Me              | Gi              | Ve              | Sa              | Do              | Lu              | Ma              | Me              | Gi              | Ve              | Sa              | Do              | Lu              | Ma              | Me              | Gi              |                 |                 |
| Luglio          | Ve              | Sa              | Do              | Lu              | Ma              | Me              | Gi              | Ve              | Sa              | Do              | Lu              | Ma              | Me              | Gi              | Ve              | Sa              | Do              | Lu              | Ma              | Me              | Gi              | Ve              | Sa              | Do              | Lu              | Ma              | Me              | Gi              | Ve              | Sa              | Do              |                 |
| Agosto          | Lu              | Ma              | Me              | Gi              | Ve              | Sa              | Do              | Lu              | Ma              | Me              | Gi              | Ve              | Sa              | Do              | Lu              | Ma              | Me              | Gi              | Ve              | Sa              | Do              | Lu              | Ma              | Me              | Gi              | Ve              | Sa              | Do              | Lu              | Ma              | Me              |                 |
| Settembre       | Gi              | Ve              | Sa              | Do              | Lu              | Ma              | Me              | Gi              | Ve              | Sa              | Do              | Lu              | Ma              | Me              | Gi              | Ve              | Sa              | Do              | Lu              | Ma              | Me              | Gi              | Ve              | Sa              | Do              | Lu              | Ma              | Me              | Gi              | Ve              |                 |                 |
| Ottobre         | Sa              | Do              | Lu              | Ma              | Me              | Gi              | Ve              | Sa              | Do              | Lu              | Ma              | Me              | Gi              | Ve              | Sa              | Do              | Lu              | Ma              | Me              | Gi              | Ve              | Sa              | Do              | Lu              | Ma              | Me              | Gi              | Ve              | Sa              | Do              | Lu              |                 |
| Novembre        | Ma              | Me              | Gi              | Ve              | Sa              | Do              | Lu              | Ma              | Me              | Gi              | Ve              | Sa              | Do              | Lu              | Ma              | Me              | Gi              | Ve              | Sa              | Do              | Lu              | Ma              | Me              | Gi              | Ve              | Sa              | Do              | Lu              | Ma              | Me              |                 |                 |
| Dicembre        | Gi              | Ve              | Sa              | Do              | Lu              | Ma              | Me              | Gi              | Ve              | Sa              | Do              | Lu              | Ma              | Me              | Gi              | Ve              | Sa              | Do              | Lu              | Ma              | Me              | Gi              | Ve              | Sa              | Do              | Lu              | Ma              | Me              | Gi              | Ve              | Sa              |                 |